# Maurren Maggi
Maurren Higa Maggi, född 25 juni 1976 i São Carlos i Brasilien, är en brasiliansk friidrottare som tävlar i längdhopp.
Maggis första internationella mästerskap var VM 1999 i Sevilla där hon gick vidare till final i längdhopp men slutade på åttonde plats. Hon deltog vid Olympiska sommarspelen 2000 i Sydney men gick inte vidare till finalen. Vid VM 2001 i Edmonton gick hon vidare till finalomgången och slutade på sjunde plats. 
2003 vann Maggi en bronsmedalj vid inomhus VM i Birmingham. Samma år åkte hon fast för dopning med clostebol och stängdes av två år. 2006 var hon tillbaka och vann guld i Sydamerikanska mästerskapet. Hon deltog även vid VM 2007 i Osaka där hon slutade på sjätte plats. 
2008 inledde hon säsongen med att bli tvåa på inomhus VM efter Naide Gomes. Senare samma år blev hon guldmedaljör vid Olympiska sommarspelen i Peking.
Maggi är gift med den brasilianske racerföraren Antonio Pizzonia, paret har en dotter; Sophia.